# Georgij Danilov
Georgij Kostantinovič Danilov (in russo Георгий Костантинович Данилов?; Čyhyryn, 10 gennaio 1897 – Mosca, 29 luglio 1937) è stato un linguista, africanista e poliglotta sovietico.

## Biografia
Georgij Kostantinovič Danilov nacque il 10 gennaio del 1897 a Čyhyryn, una città situata nell'attuale Oblast' di Čerkasy, nell'Ucraina centrale (allora facente ancora parte dell'impero russo). Danilov si iscrisse all'Università di Mosca nel 1916 ma fu immediatamente spedito a svolgere servizio presso l'esercito imperiale, al fronte durante la prima guerra mondiale per due anni. Sebbene fosse formalmente laureato, la sua educazione rimase incompleta, ma ottenne il ruolo d'insegnante nel febbraio del 1931 e divenne il vicedirettore dell'istituto collegato alla sezione linguistica del Narkompros (Narodnyj Komissariat Provveščenija, Commissariato pubblico per l'illuminazione). Georgij Danilov fece parte del movimento d'attenzione per l'Africa e in particolar modo per il Sudafrica, che ebbe come obiettivo finale la creazione dell'associazione di ricerca per lo studio dei problemi nazionali e coloniali (NIAKP) . Danilov era a capo della commissione linguistica e fu l'iniziatore degli studi sulle lingue africane a Mosca, pubblicando due importanti lavori: "Prospettive, compiti e metodi di studio sulle lingue africane" e "Sistema fonetico del Swahili" . Visse nella capitale sovietica nella via Pirogovskaja dove fu arrestato il 14 maggio del 1937. Trovato colpevole di crimini contro il suo paese fu ucciso il 29 luglio del 1937 e con lui morirono altri africanisti a causa delle purghe staliniane. Le ceneri di Danilov furono sparse nel monastero Donskoj. Il suo nome fu riabilitato il 10 dicembre del 1956.